# Bertha von Suttner
Bertha Sophie Felicitas Barones von Suttner (Praag, 9 juni 1843 - Wenen, 21 juni 1914) was een in Oostenrijk-Hongarije geboren radicale pacifiste. Zij was de eerste vrouw die de Nobelprijs voor de Vrede ontving.
Ze werd geboren als gravin Kinsky von Wchinitz und Tettau, lid van een Boheemse adellijke familie, en werd in de loop van haar leven een overtuigd vredesactiviste. Door een verblijf in de Kaukasus ten tijde van de Russisch-Turkse Oorlog had ze de verschrikkingen van de oorlog leren kennen. Haar afschuw van oorlogen gaf ze vorm in de roman Die Waffen nieder!, in zestien talen vertaald, en in honderdduizenden exemplaren verkocht.
In tal van artikelen en lezingen zette ze haar pleidooi voor de vrede voort. Ze initieerde congressen over vrede, en in diverse landen nam ze het initiatief om vredesbewegingen op te richten. Ze pleitte voor een internationaal Hof van Arbitrage, zodat landen hun conflicten aan dit Hof zouden kunnen voorleggen in plaats van erover oorlog te voeren. Toen in 1899 de eerste internationale vredesconferentie op regeringsniveau bijeengeroepen werd, voelde Von Suttner dit als de kroon op haar werk. Op deze Eerste Vredesconferentie, gehouden in Paleis Huis ten Bosch en toen nog gelegen in Wassenaar, werd besloten een Hof van Arbitrage op te richten – voor de huisvesting van dit Hof werd later het Vredespaleis in Den Haag gebouwd.

## Jonge jaren
Von Suttner werd geboren in Praag, dat toen bij Oostenrijk-Hongarije hoorde, als gravin Kinsky von Wchinitz und Tettau. Haar vader, die voor haar geboorte al was overleden, was generaal. Ze groeide op bij haar moeder in het aristocratische milieu rond de Oostenrijks-Hongaarse monarchie en de bijbehorende militaire achtergrond. Als vrouw kon ze geen vervolgstudie volgen, maar dankzij haar adellijke milieu kreeg ze wel privélessen en leerde ze verscheidene talen.
Nadat het nagelaten vermogen van haar vader grotendeels was opgemaakt door de gokverslaving van haar moeder, nam Von Suttner in 1873 een betrekking aan in Wenen als gouvernante bij de industrieel baron Von Suttner en onderwees zijn vier dochters in muziek en talen. Vervolgens werd ze verliefd op hun broer Arthur, die zeven jaar jonger was dan zijzelf. Von Suttner werd ontslagen, omdat Arthurs moeder dacht zo de verhouding tussen Von Suttner en haar zoon te kunnen beëindigen.
Von Suttner reisde naar Parijs, waar ze de privésecretaresse werd van Alfred Nobel, de uitvinder van het dynamiet, en toen al een van de rijkste mensen ter wereld. Al spoedig keerde Von Suttner terug naar Wenen omdat ze Arthur von Suttner niet kon vergeten. Ze bleef bevriend met Alfred Nobel en hield zolang hij leefde nauw contact met hem. Zij inspireerde hem later tot het (in zijn testament) instellen van de Nobelprijs voor de Vrede.
Na haar terugkeer in Wenen trouwde Bertha von Suttner in 1876 in het geheim met Arthur von Suttner, tegen de wil van zijn ouders. Arthur werd onterfd en het echtpaar vertrok naar Georgië in de Kaukasus, op uitnodiging van Ekaterine Dadiani, prinses van Mingrelië en een oude vriendin van haar moeder.
Om geld te verdienen gingen zowel Bertha als Arthur les geven en journalistiek werk doen. Voor diverse tijdschriften deden ze verslag van de Russisch-Turkse Oorlog. Bertha von Suttner schreef ook korte verhalen en essays. In 1885 keerden ze samen terug naar Wenen, verzoenden zich met de familie en trokken in bij het familiekasteel in Harmannsdorf, nabij Wenen.

## Publicaties
Na haar terugkeer bleef Von Suttner verder schrijven, waarbij ze zich ontpopte als overtuigd pacifiste.

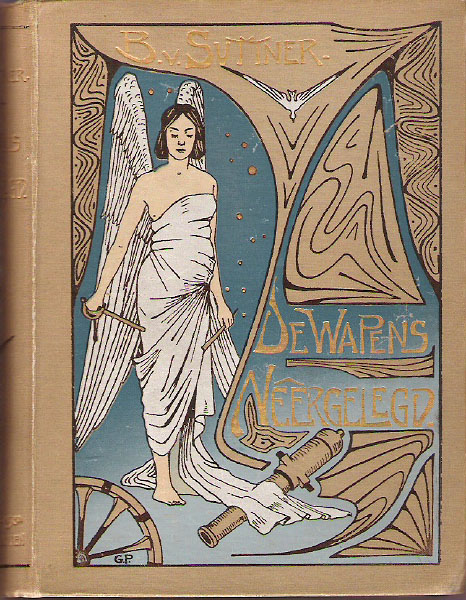
Nederlandse vertaling: De wapens neergelegd. Ontwerp boekomslag: Gust van de Wall Perné

In 1889 publiceerde Von Suttner de pacifistische roman Die Waffen nieder! (Wapens neer!). Het boek baarde veel opzien en maakte haar tot een van de meest prominente vertegenwoordigers van de vredesbeweging. Ze beschreef de verschrikkingen van de oorlog uit het oogpunt van een echtgenote. Daarmee raakte ze een open zenuw van de maatschappij, waar op dat moment hevige discussie werd gevoerd over het militarisme en de oorlog. De roman werd haar grote succes – het verscheen in 37 drukken en werd in twaalf talen vertaald.
Voordien werd over oorlog in verhullende termen geschreven – over heldenmoed en over de eer van het vaderland. De helden werden vereerd, dood of levend. Maar Von Suttner beschreef onverbloemd de verschrikkingen van de oorlog en de gevolgen voor iedereen die ermee te maken krijgt. Von Suttner kreeg overstelpend veel waarderende reacties. Maar het boek druiste in tegen het trotse militarisme in haar familie en haar land. Naast geprezen is ze daardoor ook veel bespot en bekritiseerd. De betekenis van haar boek is te vergelijken met die van De hut van Oom Tom (Uncle Tom's Cabin), dat essentieel was in de afschaffing van de slavernij. Zo was Die Waffen nieder! essentieel voor de ontwikkeling van de wereldwijde vredesbeweging. Plotseling was Von Suttner een internationaal bekende persoonlijkheid.

## Vredesactiviteiten
De overtuiging van Von Suttner voor het pacifisme was beslist geen makkelijke keuze in het sterk militaristische klimaat dat in die dagen heerste in Oostenrijk-Hongarije en Duitsland. Samen met haar man reisde ze veel. In Parijs leerde ze mensen kennen die haar in contact brachten met de International Arbitration en Peace Association (opgericht in 1880 in Londen). Daar ontmoette ze dezelfde idealen als zijzelf in haar jaren in de Kaukasus had ontwikkeld. Ze streed niet alleen voor de vredesbeweging, maar ook voor vrouwenrechten, voor meer democratie en voor gelijke sociale en politieke rechten, omdat naar haar idee al deze rechten zouden bijdragen aan de kans op vrede in de toekomst. Op tal van andere gebieden was Bertha von Suttner ook liberaal en vooruitstrevend voor haar tijd. Zo was ze aanhanger van de evolutietheorie van Darwin (gepubliceerd in 1859), en beschouwde ze het als vanzelfsprekend dat de toenmalige (nogal oorlogszuchtige) mens zou evolueren tot een meer vredelievende mens.
In 1891 richtte Bertha von Suttner de Oostenrijkse Vredesbeweging op. Hiervan werd ze zelf voorzitter, wat ze tot haar dood toe bleef. Het jaar daarna richtte ze in Berlijn de Duitse Vredesbeweging op, die prompt meer dan 2000 leden had, en vervolgens in Budapest de Hongaarse. Zo raakte ze ook betrokken bij de bundeling van vredesverenigingen, de Interparlementaire Unie, waar ze een tijdlang vicevoorzitter van was.
Vanuit deze brede betrokkenheid hield Bertha von Suttner talrijke lezingen, organiseerde ze ontmoetingen, manifestaties en congressen. En uiteraard nam ze deel aan door anderen georganiseerde vredescongressen. Haar eerste lezing voor een internationaal gezelschap was in Rome op de Wereldvredesconferentie in 1892. Ze deed dit spontaan, zonder voorbereiding en in het Italiaans, het was direct een doorslaand succes.
Bertha von Suttner gaf volmondig steun aan het idee om een Internationaal Hof van Arbitrage op te richten. Het pleidooi hiervoor, ondersteund door een ellenlange handtekeningenlijst overhandigde ze in juni 1897 aan keizer Franz Joseph I. De essentie hiervan was: het wegnemen van de noodzaak om oorlog als enige oplossing te zien voor een conflict tussen landen, hen in plaats daarvan de mogelijkheid tot arbitrage te bieden. Ook bepleitte zij een internationaal verbond, dat iedere aanval van de ene staat tegen de andere zou moeten verhinderen. Von Suttner wees overigens niet elk gebruik van wapens af: ze meende dat een internationale interventiemacht noodzakelijk zou zijn.

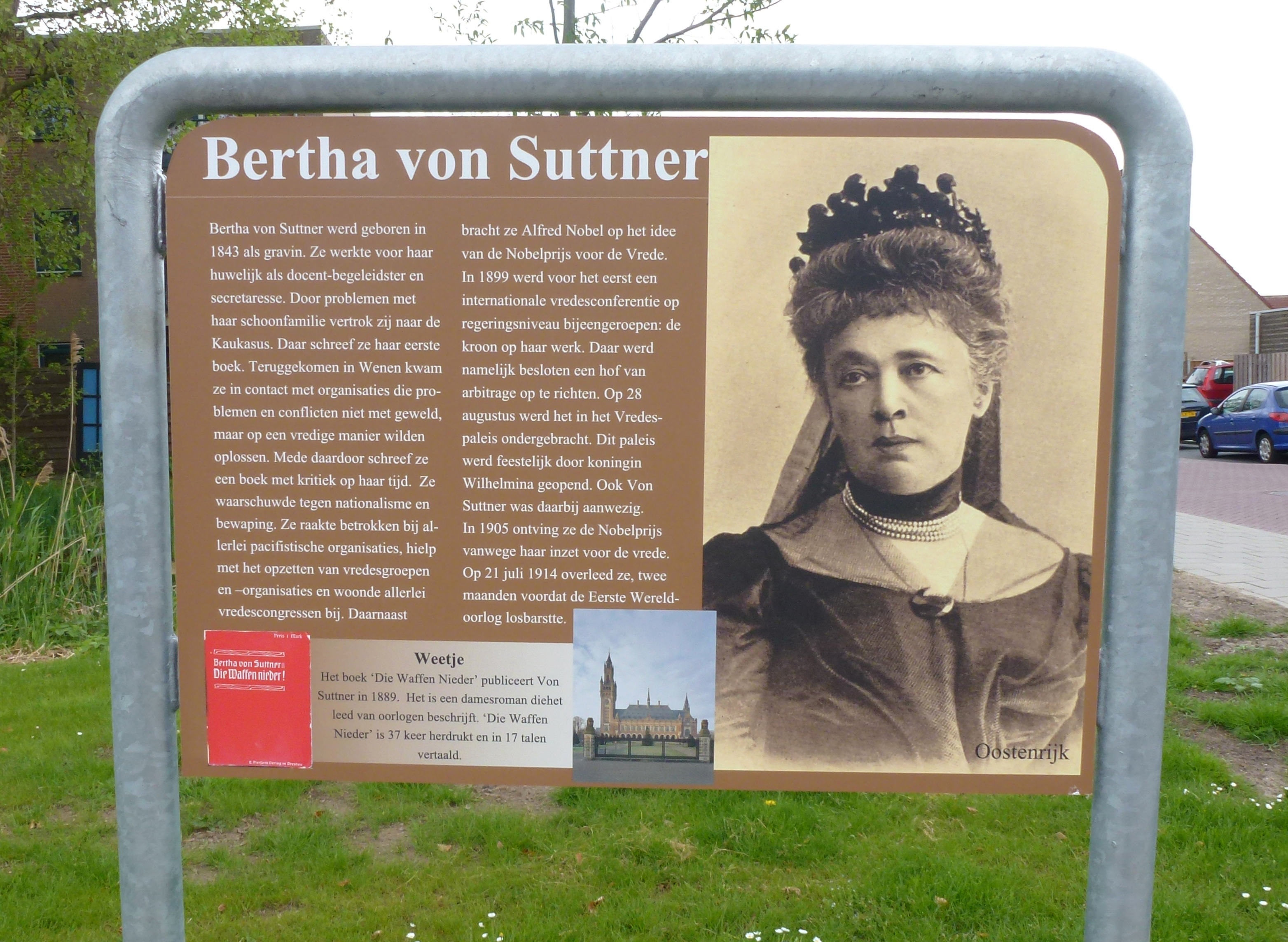
Informatiebord in Gouda

De Russische tsaar Nicolaas II riep op regeringsniveau in 1899 de Eerste Vredesconferentie bijeen. Deze vond plaats in Den Haag. Bertha von Suttner beschouwde deze conferentie als een belangrijke stap vooruit voor de vredesbeweging. Ze mocht zelf (als vrouw) niet deelnemen aan deze conferentie, maar daar liet ze zich niet door afschrikken. Parallel aan de conferentie hield ze in het Kurhaus 'salon' voor internationale pacifisten, journalisten en politici. Op de conferentie behandelden regeringsvertegenwoordigers vraagstukken betreffende de nationale en internationale veiligheid, ontwapening, en de oprichting van een Internationaal Hof van Arbitrage. Enkele conflicten konden worden bijgelegd. Het belangrijkste dat tot stand werd gebracht was de oprichting van het Internationale Hof van Arbitrage.

## Latere jaren
Haar echtgenoot werd in 1902 ernstig ziek en overleed. Wegens hoge schulden moest daarna de residentie verkocht worden en vestigde Bertha von Suttner zich weer in Wenen, waar ze verderging met publiceren.
Bertha von Suttner behoorde in 1904 tot de belangrijkste deelnemers aan de Internationale Vrouwenconferentie in Berlijn. Deze conferentie eindigde met een vredesdemonstratie, waarbij Von Suttner een lezing hield.
Ook nog in 1904 bezocht ze de Verenigde Staten. Aanleiding daarvoor was de Wereldvredesconferentie in Boston. Ze trok van stad naar stad en hield dagelijks lezingen, soms wel drie op een dag. President Theodore Roosevelt ontving Von Suttner op het Witte Huis.
Von Suttner kwam geestdriftig uit de VS terug. Haar zeven maanden lange reis had een overwinningstrein geleken en het was duidelijk geworden dat de vredesbeweging in de Verenigde Staten aanmerkelijk verder ontwikkeld was dan in Europa. Diverse kranten en tijdschriften berichtten dat ze verrast was geweest door de algemene vredesactiviteiten en het vredesonderwijs op de Amerikaanse scholen.

## Nobelprijs
Een andere bewonderaar van haar ideeën werd Alfred Nobel, voor wie zij ook kort als secretaresse had gewerkt. Zij was een van de mensen die hem ertoe brachten de Nobelprijs voor de Vrede in te stellen. Op 10 december 1905 kreeg Bertha von Suttner als eerste vrouw de – mede door haar werk geïnspireerde – Nobelprijs voor de Vrede, die toen voor de vijfde keer werd uitgereikt. In Wiesbaden (waar ze ten tijde van de bekendmaking lezingen hield) werd ze alom toegejuicht, ook op straat. In haar eigen land werd het feit dat zij de Nobelprijs had gekregen, doodgezwegen – veelzeggend voor de toenmalig heersende mentaliteit in Oostenrijk. Later werd ze in Oostenrijk alsnog geëerd: haar beeltenis staat op de in Oostenrijk geslagen twee-euromunten.
In 1907 was ze ook tijdens de Tweede Vredesconferentie in Den Haag aanwezig. Deze conferentie was meer gefocust op oorlogsrecht dan op het vraagstuk van een stabiele vredeshandhaving. Als reactie daarop probeerde ze te wijzen op de gevaren van internationale bewapening en de belangen van de wapenindustrie. Vanaf 1912 vroeg ze ook aandacht voor het gevaar van een internationale vernietigingsoorlog.
Ze ondernam een tweede Amerikareis, waarbij ze – van oostkust naar westkust trekkende – in vele steden lezingen gaf.

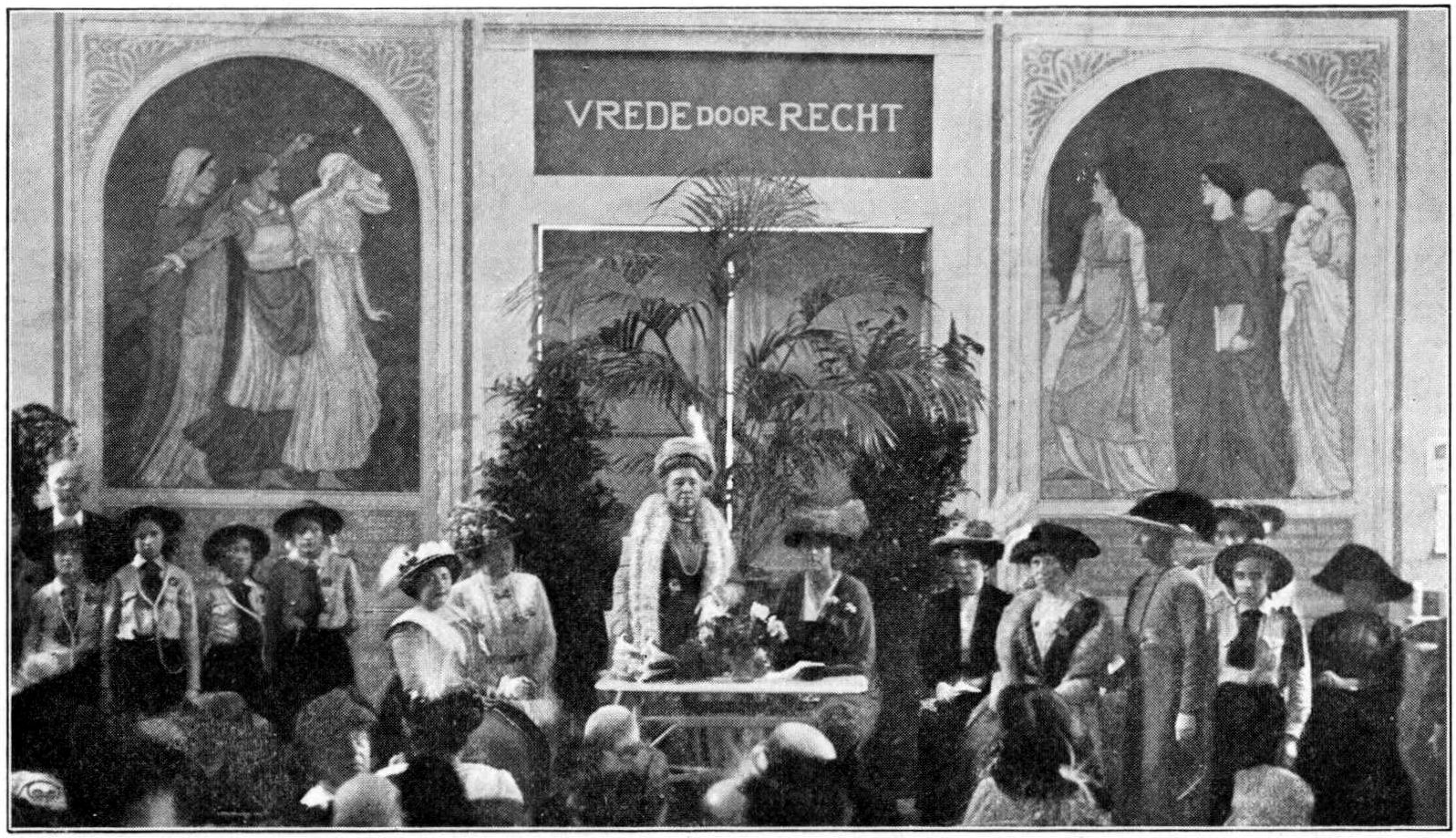
Bertha von Suttner houdt een voordracht over de Vrede en de Vrouwenbeweging (1913)

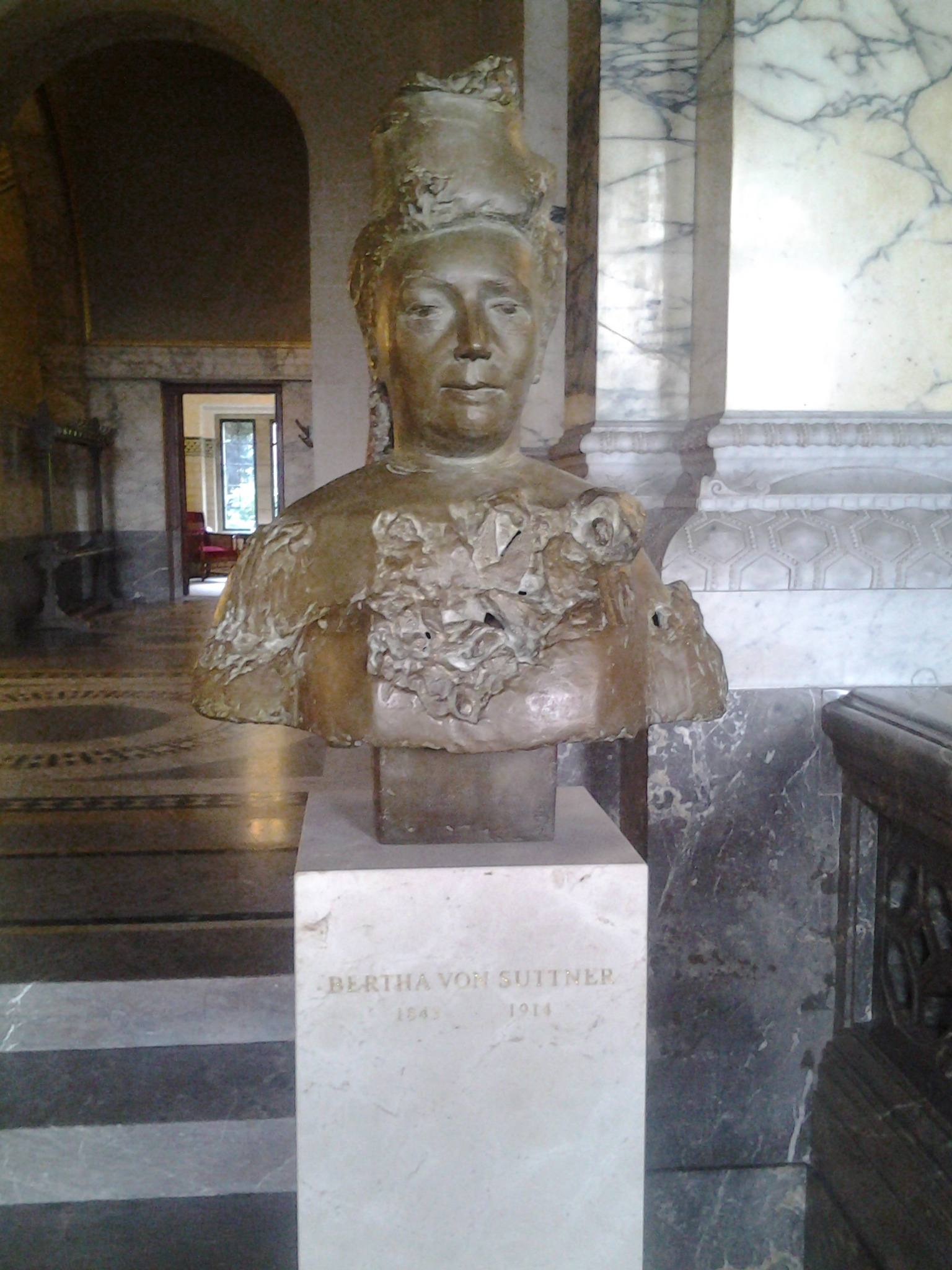
Buste van Von Suttner door Judith Pfaeltzer (Vredespaleis)

Na de Eerste Vredesconferentie heeft Andrew Carnegie een fonds ingesteld om de bouw van een Vredespaleis mogelijk te maken als huisvesting voor het Hof van Arbitrage in Den Haag. Carnegie was een bewonderaar van Bertha von Suttner. Niet alleen schonk hij het geld voor de bouw van het Vredespaleis, maar hij kende Von Suttner ook een pensioen toe, waar ze haar laatste jaren van kon leven. Bij de opening van het Vredespaleis in 1913 was Bertha von Suttner, als enige vrouw (naast koningin Wilhelmina), aanwezig.
Ze overleed in Wenen, eenenzeventig jaar oud aan de gevolgen van een maagtumor die vanwege haar obesitas en leeftijd niet geopereerd kon worden. Haar crematie vond plaats in Gotha (het eerste Duitse crematorium). De urn met haar as wordt bewaard in het columbarium van Gotha.

## Erkenning
- Bertha von Suttner staat afgebeeld op de Oostenrijkse twee-euromunt.
- Het Bertha von Suttnergebouw van het Europees Economisch en Sociaal Comité in Brussel werd naar haar genoemd.

1901: Dunant, Passy ·
1902: Ducommun, Gobat ·
1903: Cremer ·
1904: Institut de Droit International ·
1905: Von Suttner ·
1906: Roosevelt ·
1907: Moneta, Renault ·
1908: Arnoldson, Bajer ·
1909: Beernaert, Balluet d'Estournelles de Constant ·
1910: IPB ·
1911: Asser, Fried ·
1912: Root ·
1913: La Fontaine ·
1917: ICRC ·
1919: Wilson ·
1920: Bourgeois ·
1921: Branting, Lange ·
1922: Nansen ·
1925: Chamberlain, Dawes ·
1926: Briand, Stresemann ·
1927: Buisson, Quidde ·
1929: Kellogg ·
1930: Söderblom ·
1931: Addams, Butler ·
1933: Angell ·
1934: Henderson ·
1935: Von Ossietzky ·
1936: Lamas ·
1937: Cecil ·
1938: Office international Nansen pour les réfugiés ·
1944: ICRC ·
1945: Hull ·
1946: Balch, Mott ·
1947: Friends Service Council, American Friends Service Committee ·
1949: Orr ·
1950: Bunche ·
1951: Jouhaux ·
1952: Schweitzer ·
1953: Marshall ·
1954: Hoog Commissariaat voor de Vluchtelingen (UNHCR) ·
1957: Pearson ·
1958: Pire ·
1959: Noel-Baker ·
1960: Luthuli ·
1961: Hammarskjöld ·
1962: Pauling ·
1963: ICRC, IFRC ·
1964: King ·
1965: UNICEF ·
1968: Cassin ·
1969: Internationale Arbeidsorganisatie ·
1970: Borlaug ·
1971: Brandt ·
1973: Kissinger, Lê Đức Thọ ·
1974: MacBride, Satō ·
1975: Sacharov ·
1976: Williams, Corrigan ·
1977: Amnesty International ·
1978: Sadat, Begin ·
1979: Moeder Teresa ·
1980: Esquivel ·
1981: Hoog Commissariaat voor de Vluchtelingen (UNHCR) ·
1982: Myrdal, Robles ·
1983: Wałęsa ·
1984: Tutu ·
1985: IPPNW ·
1986: Wiesel ·
1987: Arias ·
1988: VN-vredesmacht ·
1989: Gyatso ·
1990: Gorbatsjov ·
1991: Suu Kyi ·
1992: Menchú ·
1993: Mandela, De Klerk ·
1994: Arafat, Peres, Rabin ·
1995: Rotblat, Pugwash Conferences on Science and World Affairs ·
1996: Ximenes Belo, Ramos-Horta ·
1997: ICBL, Williams ·
1998: Hume, Trimble ·
1999: AzG ·
2000: Dae-jung ·
2001: VN, Annan ·
2002: Carter ·
2003: Ebadi ·
2004: Maathai ·
2005: IAEA, El-Baradei ·
2006: Grameen Bank, Yunus ·
2007: Gore, IPCC ·
2008: Ahtisaari ·
2009: Obama ·
2010: Liu ·
2011: Johnson Sirleaf, Gbowee, Karman ·
2012: Europese Unie ·
2013: OPCW ·
2014: Satyarthi, Yousafzai ·
2015: Kwartet voor Nationale Dialoog in Tunesië ·
2016: Santos ·
2017: ICAN ·
2018: Mukwege, Murad Basee ·
2019: Ahmed ·
2020: Wereldvoedselprogramma ·
2021: Ressa, Moeratov ·
2022: Bjaljazki, Memorial, Centrum voor Burgerlijke Vrijheden ·
2023: Mohammadi ·
2024: Nihon Hidankyo
- Bibsys: 90131673
- Biblioteca Nacional de Chile: 000346800
- Biblioteca Nacional de España: XX1448595
- Bibliothèque nationale de France: cb12566900g (data)
- Catàleg d'autoritats de noms i títols de Catalunya: 981058509263706706
- CiNii: DA02352596
- Digitale Bibliotheek voor de Nederlandse Letteren: sutt008
- Gemeinsame Normdatei: 118620126
- International Standard Name Identifier: 0000 0001 1776 5059
- Library of Congress Control Number: n50066831
- Nationale Bibliotheek van Letland: 000097111
- Bibliotheek van het Japanse parlement: 01229737
- Nationale Bibliotheek van Tsjechië: jn20000710617
- Nationale bibliotheek van Australië: 35181519
- Nationale Bibliotheek van Israël: 987007268606105171
- Nationale Bibliotheek van Polen: a0000001059155
- Nationale en Universitaire bibliotheek Zagreb: 000407712
- Nederlandse Thesaurus van Auteursnamen: 06930128X
- Istituto Centrale per il Catalogo Unico: CFIV114718
- LIBRIS: 243661
- SNAC: w6dz1j5f
- Système universitaire de documentation: 034975659
- Trove: 854817
- Virtual International Authority File: 95160848
- WorldCat: E39PBJfmqKPVWDfgQgVXcvvvHC